# Hinrich Julius
Hinrich Julius (* 1962 in Langenhagen) ist ein deutscher Jurist und Hochschullehrer.

## Leben
Nach der Promotion 1994 an der Universität Hamburg zum Dr. iur. lehrte er von 1997 bis 2000 als Professor an der Hochschule Wismar für Handels- und Bankrecht und von 2000 bis 2004 als Professor für Wirtschaftsprivatrecht an der HAW Hamburg. Von 2004 bis 2009 war er Leiter des Rechtskooperationsbüros der Deutschen Gesellschaft für Technische Zusammenarbeit (GTZ) in Peking.
Seit März 2010 ist er Professor für Rechtsdialog mit Schwellenländern mit Schwerpunkt Zivil- und Wirtschaftsrecht in Hamburg.
Seine Forschungsgebiete sind Transformation und Recht.

## Schriften (Auswahl)
- Die rechtliche und rechtstatsächliche Lage der "Neuen Selbständigen". Insbesondere in der Baubranche. Frankfurt am Main 1995, ISBN 3-631-48666-9.
- Government procurement law of the People's Republic of China. Materials on the drafting process. Peking 2007, ISBN 978-7-80219-342-0.
- Chinesisches Sachenrecht im Werden – Materialien der Gesetzgebung. Peking 2010, ISBN 978-7-5620-3450-6.